# Есквайр (часопис)
«Есквайр» — щомісячний журнал, заснований у 1933 році в США, де видається домом Hearst Corporation. Популярність отримав під час Великої Депресії. Теми актуальні в журналі: бізнес, їжа, автомобілі, культура, стиль, мистецтво, політика, технології та інші.
Американська версія журналу Esquire відома фотографіями боксера Мухамеда Алі на обкладинці в 1966, 1968 та 2003 роках. Позували на обкладинці журналу також такі відомі люди як: Бен Аффлек (Квітень 2009), Памела Андерсон (Лютий 1999), Дженіфер Аністон (Жовтень 2002), Ленс Армстронг (Липень 2004), Бріжіт Бардо (Травень 1966), Моніка Белуччі (Лютий 2001), Марлон Брандо (Липень 1981), Сінді Кроуфорд (Серпень 1995), Ернест Хемінгуей (Жовтень 1970), Джон Леннон (Листопад 1980).

## Історія
Перший випуск «Есквайра» вийшов у жовтні 1933 року у Чикаго. Журнал видавався Девідом А. Смартом, Генрі Л. Джексоном та Арнольдом Гінгрічем. Кожен з них спеціалізувався у своїй галузі. Гінгріч фокусувався на видавництві, Смарт займався фінансами, а Джексон керував розділом моди. З 1948 року, після загибелі Генрі Л. Джексона Арнольд Гінгріч став головним редактором.
Журнал стартував, як щоквартальне видання «для успішних джентльменів» . Вартістю — 50 центів за копію. Тираж — 100000 екземплярів. Та через п'ять років наклад вже досяг числа у 1,5 мільйона примірників, а у 1963 році сягнув відмітки у 2 мільйони. Сьогодні журнал випускають щомісяця у більш ніж 20-ти країнах світу. З 1986 року видання належить Hearst Corporation.
У 1997 році головним редактором Esquire став Девід Гренджер. До цього він пропрацював 6 років виконавчим редактором в журналі GQ.
Сьогодні журнал багаторазовий лауреат вищої нагороди у цій сфері — National Magazine Awards. І взагалі, нагороди є відмінною рисою редакції журналу.Esquire виграв більше національних нагород, ніж будь-яке інше чоловіче life-style видання.Esquire цитується, як лідер в інноваційній галузі завдяки його революційним публікаціям, які об'єднуються в цифрових та друкованих світах, розсуваючи межі того, що може зробити звичайний журнал. Редакція продовжує вводити нові ідеї, які приносять негайну віддачу і глибшу взаємодію з читачем.

## Аудиторія
На сьогодні наклад журналу становить близько 725 000 примірників. Редакція покладається на чесний зріст тиражу, шляхом привернення уваги нових, а не тільки постійних передплатників. Його читачі — добре освічені, ввічливі, багаті та впевнені в собі чоловіки. Вони одягаються для себе, мають кошти і знання, які можуть інвестувати; вони можуть зробити замовлення в хорошому ресторані, мають успіх у жінок, беруть відпустку, щоб збагтити своє життя і зарядитися енергією, і розуміються на житті. Те, чого вони хочуть — база, для того, щоб стати багатшими і кращим.